# Aba Andam
Elizabeth Aba Bentil Andam (* 1948 in Ajumako/Enyan/Essiam, Ghana) ist eine ghanaische Physikerin und Hochschullehrerin. Sie war die erste ghanaische Physikerin und war von 2017 bis 2019 Präsidentin der Ghana Academy of Arts and Sciences. Andam ist Fellow des UK Institute of Physics und des Ghana Institute of Physics. Sie war die erste Empfängerin des UNESCO-Lehrstuhls für Frauen in der Wissenschaft in Afrika (Region Westafrika).

## Leben und Werk
Andam besuchte in Ghana die Mfantsiman Girls' Senior High School, die Aburi Girls' Senior High School und studierte an der University of Cape Coast.  An der University of Birmingham absolvierte sie von 1976 bis 1977 ein Master-Aufbaustudium und promovierte von 1978 bis 1981 in kosmischer Strahlungsphysik an der University of Durham in Großbritannien.
Sie forschte und lehrte an Universitäten und Forschungseinrichtungen in Großbritannien, Italien, Deutschland und Ghana. An der Universität von Ghana in Legon wurde sie 1981 Dozentin und war dort von 1994 bis 2008 außerordentliche Professorin.
Von 1986 bis 1987 studierte sie Charmed-Mesonen (subatomare Teilchen) am Deutschen Elektronen-Synchrotron in Hamburg und konzentrierte ihre Forschung vor allem auf das radioaktive Gas Radon. Später untersuchte sie die Konzentration des Gases an verschiedenen Orten in Ghana, um die Menge der Radonstrahlung zu bestimmen, der die Menschen ausgesetzt sind, um auf eine Verringerung dieser Menge hinzuarbeiten. Sie wurde 2008 außerordentliche Professorin an der Kwame Nkrumah University of Science and Technology (KNUST) in Kumasi und betreibt am Nuclear Research Laboratory (Kumasi) Forschung im Bereich angewandte Kernphysik. Andam ist die erste Trägerin des UNESCO-Lehrstuhls für Frauen in der Wissenschaft in Afrika (Region Westafrika).
Sie war von 2017 bis 2018 Präsidentin der Ghana Academy of Arts and Sciences, wo sie von 2013 bis 2016  Vizepräsidentin war. Sie war seit 2008 Mitglied verschiedener Ausschüsse der Ghana Academy of Arts and Sciences.
Sie ist Gründungsvorsitzende des Rates der University of Energy and Natural Resources in Ghana (2012–2015), Gründungsvorsitzende des Rates des Koforidua Polytechnic (1997–2002), Mitglied des Verwaltungsrats der ghanaischen Atomenergiekommission (1997–2001, dann 2002–2008). Sie war von 2016 bis 2017 Mitglied des Vorstands der Nuclear Regulatory Authority of Ghana und ist seit Oktober 2019 weiterhin Vorsitzende des Management Board. 2019 wurde sie Präsidentin des Ghana Institute of Physics, 2018 Mitglied des Committee on Physics and Development (C13) der International Union of Pure and Applied Physics (IUPAP), Mitglied des Verwaltungsrats des National Council for Tertiary Education (NCTE) Ghana. Sie war Gründungsmitglied der ersten IUPAP-Arbeitsgruppe zu Frauen in der Physik und bisherige Leiterin des ghanaischen Teams der IUPAP-Konferenzen zu Frauen in der Physik.
Andam erhielt Auszeichnungen von Obaa Mbo, einem Fernsehprogramm, dem Women of Excellence Award des Ministeriums für Geschlechterfragen, dem Council for Scientific and Industrial Research (CSIR) und dem Chartered Institute of Supply Chain Management of Ghana.
Sie war mit dem ehemaligen Vizekanzler der KNUST, Kwesi Akwansah Andam, verheiratet, mit dem sie vier Kinder bekam.

## Auszeichnungen und Ehrungen (Auswahl)
- 1996 bis 2002: UNESCO Chair for Women in Science and Technology in Africa (West Africa Region)
- 1976 – 1977; Juli – Dezember 1991; November 2000: International Atomic Energy Agency Fellowship
- International Atomic Energy Agency Technical Cooperation Project GHA/0/006, 1997 – 2000, Establishment of Nuclear Physics Teaching Laboratory